# 339 Dywizja Piechoty (III Rzesza)
339 Dywizja Piechoty (niem. 339. Infanterie-Division) – niemiecka dywizja uczestniczyła w ataku na Związek Radziecki, gdzie została rozbita. 
Sformowana w Meiningen rozkazem z 15 grudnia 1940, w 14. fali mobilizacyjnej w IX Okręgu Wojskowym. Podstawą formowania były oddziały 52 Dywizji Piechoty i 299 Dywizji Piechoty. Do jesieni 1941 roku stacjonowała na terytorium okupowanej Francji. Następnie przerzucona została na terytorium ZSRR gdzie uczestniczyła w walkach przeciw Armii Czerwonej m.in. pod: Witebskiem, Rżewem i Moskwą. W  bitwie pod Kijowem poniosła ciężkie straty. Po kolejnych stratach w czasie walk w kotle pod Brodami została rozwiązana w lipcu 1944, a jej resztkami wzmocniono 183 Dywizji Piechoty. 
339 Dywizję obciążają prześladowania Żydów jakich dopuszczała się na terytorium Związku Radzieckiego. Żołnierze otrzymali m.in. rozkazy aby zabijać wszystkich Żydów w strefie działań oddziałów 339 Dywizji Piechoty. Służący w 339 DP mjr Alfred Commichau, wydał rozkaz nakazujący rozstrzelanie Żydów w Kruczej. Wymordowanie około 150 Żydów miało miejsce 10 października 1941.

## Dowódcy dywizji
| Stopień   | Imię i nazwisko | Czasokres             |
| --------- | --------------- | --------------------- |
| gen. por. | Georg Hewelke   | 15 XII 1940 – I 1942  |
| gen. por. | Kurt Pflugradt  | I 1942 – 8 XII 1942   |
| gen. mjr  | Martin Ronicke  | 8 XII 1942 – 1 X 1943 |
| gen. mjr  | Wolfgang Lang   | 1 X 1943 – 15 XI 1943 |

## Struktura organizacyjna
| Grudzień 1940               | Lipiec 1943           |
| --------------------------- | --------------------- |
| 691 pułk piechoty           | 391 pułk grenadierów  |
| 692 pułk piechoty           | 392 pułk grenadierów  |
| 693 pułk piechoty           | 393 pułk grenadierów  |
| 339 oddział artylerii       | 339 pułk artylerii    |
| 339 batalion pionierów      |                       |
| 339 oddział przeciwpancerny |                       |
| 339 oddział łączności       |                       |
|                             | 339 batalion zapasowy |